# Somló Bódog
Somló Bódog (Pozsony, 1873. július 21. – Kolozsvár, 1920. szeptember 28.) jogász, jogfilozófus, néprajzkutató, szociológus, egyetemi tanár. Neve 1891-ig Fleischer Bódog. Harkányi Edével és Pikler Gyulával részt vett a Társadalomtudományi Társaság megalapításában.

## Életpályája
Fleischer Lipót mérnök és Weinberger Jozefin gyermeke. Kolozsvárott, Lipcsében, Heidelbergben végezte tanulmányait. 1899-ben jogbölcseletből, 1903-ban politikából lett magántanár a kolozsvári egyetemen. Egyben 1899-től a nagyváradi jogakadémián is tanított. Egyetemi tanári kinevezését a kolozsvári egyetemen 1905-ben kapta meg. 1918-tól a budapesti egyetem tanára volt politikából és nemzetközi jogból. Öngyilkos lett, mert lelkében nem bírta feldolgozni a trianoni, Magyarország elleni ítéletet.

## Munkássága
1903. március 29-én a Társadalomtudományi Társaság ülést tartott, amelyen dr. Somló Bódog felolvasta A társadalmi fejlődés elméletéről és néhány gyakorlati alkalmazásáról című tanulmányát. A Huszadik Század márciusi száma közölte az előadás szövegét, és ismertette az előadást követő vitát. Ady Endre cikket ír róla. A szöveget eltorzítva fölküldték a miniszterhez, mint monarchia elleni izgatást. Végül fölmentette a parlament – ezt Ady a klerikalizmus elleni harc győzelmeként értékelte. Somló mindvégig próbált a háttérben meghúzódni, és elkerülni a rivaldafényt.
Somló Bódogra pályájának első szakaszában, 1910-ig Herbert Spencer evolucionista szociológiája gyakorolt hatást. A második korszak művei cáfolatai az elsőnek. Elhagyta a naturalista szociológia területét, és a jog- és morálfilozófia került érdeklődésének középpontjába.
Első fennmaradt műve A parlamentarizmus a magyar jogban, jogtörténeti munka. Szerinte a parlamentarizmus is csak múló jelenség lehet az emberiség életében, s csak egy bizonyos fejlődési foknak megfelelő kormányzat. A Szociológia (1901), az Ethika (1900) és a Jogbölcselet (1901) c. munkái világosan mutatták azokat a gondolati irányokat, amelyek döntően befolyásolták: a Spencer-féle evolucionista szociológia, a Pikler-féle belátásos elmélet és Marx szociológiája.
Maga a Pikler-féle belátásos elmélet azt tanítja, hogy az emberek racionális módon alkotnak jogot, államot, egyesületet, tehát bármiféle intézményt, amennyiben ugyanis belátják, felfedezik, hogy szükségleteiket célszerűbben ki tudják elégíteni valamely új intézménnyel, mint a megelőzővel. A belátás lelki folyamat lévén Somló arra következtet, hogy sajátlagos értelemben szociológiai törvényszerűség nem lehetséges. Somló csakhamar elveti az itt még természetesnek tekintett összefüggést, mely szerint valamely szociális jelenség létrejövetelénél közreható tényezők csakis az emberi szervezetben adottak, azaz lélektaniak.
A kutatás szféráját ott jelöli ki, ahol korábban tagadta: az emberi szervezet és a körülmények, illetve a környezet kölcsönviszonyában.
Ennek megtestesülése az Állami beavatkozás és individualizmus 1903-ban. Ebben Somló azt tűzte ki magának, hogy megállapítsa az állami beavatkozásnak a társadalmi fejlődés természetes folyamatában való helyét és természettudományi jelentőségét. Két kulcsfogalommal indít, az egyik az emberi szervezet, a másik a környezet. A tudásunk töredékessége miatt a beavatkozás csak tökéletlen lehet, nem szándékolt következményekhez is vezethet, de ez mindenfajta cselekvésre is érvényes, és ha Spencer tanait elfogadnánk, nem az individualizmushoz, hanem a passzivitáshoz kellene eljutnunk. Az állami beavatkozás nem mond ellent az alkalmazkodás természettörvényének, csupán arról van szó, hogy ebben az esetben az alkalmazkodás a lelki élet közvetítésével megy végbe.
Hasonló eredményre jut Somló az állami beavatkozásnak a természetes kiválasztáshoz való viszonyát taglaló elemzésben is. Már csak az van hátra, hogy amit eddig deduktíve bizonyított, induktíve, történelmi adatokkal is alá tudja támasztani, és ezzel párhuzamosan kivédje azokat a támadásokat is, melyek az állami beavatkozástól az emberi szabadságot féltik. Az általános államfejlődést taglalva jut el ahhoz a tételhez, mely szerint növekszik ugyan az állami szabályozás köre, de az egyének egyre spontánabbul, önkéntesen rendelik magukat alá a szabályoknak, miáltal a kényszer is sokkal gyengébb lesz. Ez a spontán alárendelődés csupán a jogszabályra vonatkozik, nem magára a jogszabály változtatásra. Természetjognak kell deklarálni mindent, ami a jog fejlődésének, megváltozásának feltétele.

## Társasági tagság
- Társadalomtudományi Társaság

## Főbb művei
- A parlamentarizmus a magyar jogban. Kolozsvár: Gibbon, 1896. 39 p.
- Törvényszerűség a szociológiában (Budapest, 1898);
- A nemzetközi jog bölcseletének alapelvei. Budapest : Franklin, 1898. 71 p.
- Ethika. (Pozsony, 1900);
- Jogbölcselet. (Pozsony, 1901);
- Szociológia. Pozsony: Stampfel K. kiad., 1901. 64, [1] p.
- Állami beavatkozás és individualizmus. Budapest : Politzer, 1903. 175 p.
- Somló Bódog jogbölcseleti előadásai. Kolozsvár : Sonnenfeld A., 1906. 2 db
  - I. füzet  Általános rész. – 134 p.
  - II. füzet Büntetőjog bölcselete. – 156 p.
- Állami beavatkozás és individualismus. Budapest : Grill Károly, 1907. VIII, 192 p.
- Zur Gründung einer beschreibenden Soziologie (Berlin, 1909);
- Der Güterverkehr in der Urgeschellschaft (Bruxelles – Leipzig, 1909);
- Az érték problémája. Budapest : Kilián Fr., 1911. 61 p.
- A szokás jog. Kolozsvár : Stein J., 1914. 31 p.[3]
- A helyes jog elmélete (Kolozsvár, 1914);
- Platón államtana. Magyar Jogi Szemle. 1. évf. (1920) 5. szám, 290–300. p.  [újranyomva: Állambölcseleti töredék. Budapest, Gondolat, 2016. 41-51. p.]
- Machiavelli / Somló Bódog. Budapest : Politzer Zsigmond és Fia, 1921.30 p.[4] [újranyomva: Állambölcseleti töredék. Budapest, Gondolat, 2016. 104-134. p.]
- Gedanken zu einer ersten Philosophie. Berlin : Walter de Gruyter & CO., 1926. 107 p.
- Juristische Grundlehre (Leipzig, 1927).
- Jogbölcsészet [1995]. [Budapest]: [gépirat; a mű újrakiadásának előkészítése]. Szerk.: Takács Péter, 1995. [5], 226 fol.
- Jogbölcsészet: a Juristische Grundlehre kivonata. . Szerk.: Takács Péter. Miskolc : Bíbor, 1995. [8], 160 p. digitális újrakiadás a szerző halálának 100. évfordulóján: Győr, SZE DFK Jogelméleti Tanszék, 2020. VII+161 p.]
- Értékfilozófiai írások / szerk., az előszót és a jegyzeteket írta Szegő Katalin. Kolozsvár : Pro Philosophia ; Szeged : JATE BTK Filozófia Tansz., 1999. (Ser. A magyar nyelvű filozófiai irodalom forrásai ; 1.) ISBN 963-482-410-2
- Schriften zur Rechtsphilosophie. Budapest : Akadémiai K., 1999. XX, 114 p.
- Műveinek jegyzéke: megjelent: Állambölcseleti töredék. Somló Bódog írásai és hátrahagyott jegyzetei egy megírni tervezett Állambölcseletből. Budapest, Gondolat, 2016. /Juris Dictio; Florilegium/ (264.) ISBN 978 963 693 684 6 169–187. old.
- Gondolatok az első filozófiáról; ford., tan., jegyz. Pethő Sándor; KRE–L'Harmattan, Budapest, 2021 (Károli könyvek. Műfordítás, forrás)

## Vita
- A társadalmi fejlődés elméletéről és néhány gyakorlati alkalmazásáról / Somló Bódog. In:  A szociológia első magyar műhelye: a Huszadik Század köre / [vál. és bev. tanulmány: Litván György, Szücs László]. Budapest, 1973, Gondolat.
- Természet és társadalom / Szabó Ervin. Uo.
- Somló Bódog válasza. Uo.
- Válasz Somló Bódognak / Szabó Ervin. Uo.